# Joachim Lucchesi
Joachim Lucchesi (* 28. Januar 1948 in Brandenburg an der Havel) ist ein deutscher Musikwissenschaftler.
Zu seinen Fachgebieten gehört die Musikgeschichte mit dem Schwerpunkt im Zeitraum vom 17. bis zum 21. Jahrhundert, die Sozial- und Rezeptionsgeschichte der Musik, musikalische Interpretationsgeschichte, Medien- und Technikgeschichte der Musik, Musikästhetik, Musikphilosophie, Geschichte der Musiktherapie sowie Theater- und Literaturgeschichte.

## Werdegang
Joachim Lucchesi studierte Musikwissenschaft und Kunstgeschichte an der Humboldt-Universität in Berlin, 1978 erfolgte dort seine Promotion zum Dr. phil. im Fach Musikwissenschaft zum Thema „Zur Funktion und Geschichte der zeitgenössischen Schauspielmusik und zu einigen Aspekten der schauspielmusikalischen Praxis“. Von 1976 bis 1996 arbeitete und publizierte er als wissenschaftlicher Mitarbeiter am Institut für Musik der Akademie der Künste Berlin.
1996 und 1997 nahm er in den USA zwei DAAD-Gastprofessuren wahr: an der University of Connecticut in Storrs und an der University of Wisconsin–Madison. Von 2000 bis 2003 war er als wissenschaftlicher Redakteur (Brecht-Handbuch) am Institut für Literaturwissenschaft der Universität Karlsruhe (Arbeitsstelle Bertolt Brecht) tätig.
In den Jahren 2004 und 2005 folgte eine Vertretungsprofessur für Historische Musikwissenschaft an der Hochschule Magdeburg-Stendal in Magdeburg. Seit 1992 unterrichtet er als Lehrbeauftragter im In- und Ausland, so an der Technischen Universität Berlin, der Alice Salomon Hochschule Berlin, der kalifornischen Stanford University (Overseas Studies Program Berlin), der brasilianischen Universidade Federal de Minas Gerais in Belo Horizonte, der Universität Karlsruhe, der Pädagogischen Hochschule Ludwigsburg, der Hochschule Magdeburg-Stendal und der Albert-Ludwigs-Universität Freiburg. 2008 hatte Joachim Lucchesi eine Gastprofessur an der japanischen Waseda University Tokyo inne. Er führte 2008–2013 mit der Universität Osaka ein interkulturelles deutsch-japanisches Forschungsprojekt zu Musik und Theater im 20. Jahrhundert durch. Seit 2011 ist er künstlerische Lehrkraft im Fach Musikgeschichte an der Hochschule für Musik „Hanns Eisler“ Berlin. Dort arbeitet er an der DFG-geförderten Edition der Briefe Hermann Scherchens. 2012 wurde ihm von der Pädagogischen Hochschule Ludwigsburg der Titel eines Honorarprofessors verliehen.
Joachim Lucchesi ist Präsidiumsmitglied der Kurt-Weill-Gesellschaft in Dessau und gehört ihrem Wissenschaftlichen Beirat an.

## Buchpublikationen (Auswahl)
- Musik bei Brecht (Mitautor). Berlin: Henschel; Frankfurt a. M.: Suhrkamp 1988, ISBN 3-518-02601-1
- Studien zur Berliner Musikgeschichte. Musikkultur der zwanziger Jahre (Mitherausgeber). Berlin: Henschel 1989
- Hermann Scherchen. Werke und Briefe in 8 Bänden. Schriften 1. Mit einleitendem Essay und Kommentar (Herausgeber). Schöneiche b. Berlin: Peter Lang GmbH, Europäischer Verlag der Wissenschaften 1991 (Editionsabbruch wegen Verlagsschließung 1992)
- Das Verhör in der Oper (Herausgeber). Berlin: BasisDruck 1993
- Kurt-Weill-Studien (Mitherausgeber). Stuttgart: Metzler, Poeschel 1996
- Emigrierte Komponisten in der Medienlandschaft des Exils 1933–1945 (Mitherausgeber). Stuttgart: Metzler, Poeschel 1998
- Bertolt Brecht. „Die Dreigroschenoper“. Der Erstdruck 1928 (Herausgeber). Frankfurt a. M.: Suhrkamp 2004

## Laufende Projekte
- Hermann Scherchen. Briefe des Dirigenten 1912-1966 (Herausgeber). Mainz: Schott
- Bertolt Brecht. „Aufstieg und Fall der Stadt Mahagonny“. Der Erstdruck 1929 (Herausgeber). Frankfurt a. M.: Suhrkamp